# Zhongshaöarna

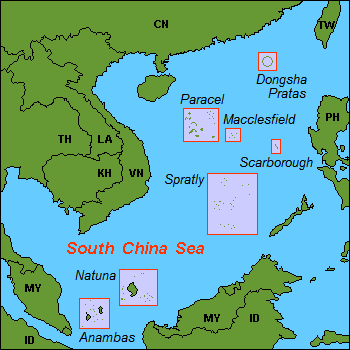
Karta över Sydkinesiska havet

Zhongshaöarna  ("Mellersta sandögruppen", kinesiska 中沙群島; pinyin Zhōngshā qúndǎo, engelska Zhongsha Islands) är  ett av Kina skapat administrativt område i Sydkinesiska havet.
Namnet "Zhongshaärna" beskriver läget i  centrala och östra delen  av Sydkinesiska havet men inte områdets natur. Det innefattar en (1) ö i vanlig mening, Scarboroughrevet, som ligger över vattnet vid lågvatten, med som har en samlad landyta över högvattennivån på endast 2 hektar. Övriga företeelser ligger helt under vattenytan. Störst bland dessa är Macclesfieldbanken, en sjunken atoll med de högsta delarna cirka 10 meter under vattenytan. Havet vid reven är mycket rik på fisk och förmodas även ha olje- och naturgasförekomster. Området är obebott.

## Historia
Sydkinesiska havets övärld är ett omtvistat område.  Kina gör anspråk på hela övärlden med hänvisning till kartor från 1700-talet. Landet anses dock inte ha haft sådan kontroll över det att kravet har erkänts internationellt. 
Zhongshaöarna annekterades av Kina 1974 tillsammans med Paracelöarna. Kina inrättade 2012 en stad på prefekturnivå med namnet Sansha (Tresandområdet) för att administrera sina anspråk där. Den räknas till provinsen Hainan och indelas i tre områden på häradsnivå: Xisha (Västra sanden) eller Paracelöarna, Nansha (Södra sanden) eller Spratlyöarna samt Zhongsha (Mellersta sanden), som behandlas här.  Dongshaöarna (Östra sanden) är ett område som förvaltas av Taiwan (Republiken Kina).
Folkrepubliken Kinas anspråk ifrågasätts av Taiwan (Republiken Kina), som gör anspråk på Folkrepublikens hela territorium, samt av Vietnam och för Scarboroughrevets del av Filippinerna.